# سیارک ۱۵۹۰۵
سیارک ۱۵۹۰۵ (به انگلیسی: 15905 Berthier، نامگذاری:1997SV15) پانزده هزار و نهصد و پنجمین سیارک کشف شده‌است که در ۲۷ سپتامبر ۱۹۹۷ کشف شد.
قدر مطلق سیارک برابر ۱۸.۶ است.